# Lee Young-jin
Lee Young-jin (hangul: 이영진, ur. 27 października 1963 w Seulu) – południowokoreański piłkarz występujący na pozycji pomocnika. Obecnie jest trenerem drużyny Daegu FC.

## Kariera piłkarska
Lee Young-jin od 1986 roku grał w drużynie Lucky Goldstar Hwangso. Potem był także zawodnikiem LG Cheetahs i Anyang LG Cheetahs, gdzie w 1997 roku zakończył karierę piłkarską.
Lee Young-jin jest 51-krotnym reprezentantem Korei Południowej. Został powołany na Mistrzostwa Świata 1990 we Włoszech oraz Mistrzostwa Świata 1994 w Stanach Zjednoczonych. Na turnieju w Italii grał w przegranym 0:2 przez Koreę meczu z Belgią. Cztery lata później pojawił się na boisku we wszystkich meczach grupowych: z Hiszpanią (2:2), Boliwią (0:0) i Niemcami (2:3). Zgromadzone przez jego zespół dwa punkty nie wystarczyły jednak do wyjścia z grupy i Korea zakończyła turniej po fazie grupowej. W 1996 roku dostał powołanie na Puchar Azji rozgrywany w Zjednoczonych Emiratach Arabskich, gdzie Korea odpadła w ćwierćfinale.

### Statystyki reprezentacyjne
| Reprezentacja    | Rok  | Mecze | Gole |
| ---------------- | ---- | ----- | ---- |
| Korea Południowa | 1994 | 17    | 0    |
| Korea Południowa | 1993 | 0     | 0    |
| Korea Południowa | 1992 | 4     | 0    |
| Korea Południowa | 1991 | 6     | 0    |
| Korea Południowa | 1990 | 15    | 0    |
| Korea Południowa | 1989 | 9     | 1    |

Ostatnia aktualizacja: 20 czerwca 2010.